# Gerald R. Allen
Gerald Robert Allen (* 26. März 1942 in Los Angeles, Kalifornien) ist ein US-amerikanisch-australischer Ichthyologe.
Seine Leidenschaft für die marine Unterwasserwelt, speziell Korallenfische, begann im Sommer 1963, als er ein Semester an der Universität Hawaii absolvierte. Als Assistent von John Ernest Randall am Bishop Museum in Honolulu nahm er an ersten ichthyologischen Exkursionen zu den Marshallinseln und auf die Osterinsel teil. 1972 schrieb Allen seine Doktorarbeit über die Systematik und Biologie der Anemonenfische und arbeitete anschließend für kurze Zeit in der Fischereibehörde in Palau.
Mit Frau und Sohn wanderte er nach Australien aus und arbeitete zunächst als Ichthyologe am Australian Museum in Sydney. 1974 wurde er Kurator am Western Australian Museum in Perth. In dieser Funktion beschäftigte er sich auch besonders mit den Süßwasserfischen Australiens. 1998 ging Allen in den Ruhestand. Er veröffentlicht aber weiterhin wissenschaftliche Arbeiten. Beispielsweise ist er für die gemeinnützige Organisation Conservation International tätig (insbesondere für den Erhalt der Artenvielfalt im Gebiet der Vogelkop-Halbinsel), aber gelegentlich nimmt er auch an Feldstudien für The Nature Conservancy und den WWF teil.
Allen unternahm u. a. Forschungsreisen ans Great Barrier Reef, zum Roten Meer, nach Südafrika, auf die Malediven, nach Neuguinea, Japan und Mittelamerika. Besonders beschäftigte er sich mit Riffbarschen, Lippfischen, Kardinalbarschen und Grundeln. Daneben studierte er die Süßwasserfische Australiens und Neuguineas, wie die Regenbogenfische.
Gerald Allen entdeckte und beschrieb hunderte von Fischen. Er hat 33 Bücher und etwa 400 wissenschaftliche Arbeiten geschrieben. Etwa 8000 Stunden verbrachte er unter Wasser. 2003 erhielt er von der Australian Society for Fish Biology den K. Radway Allen Award für seine herausragenden wissenschaftlichen Leistungen auf dem Gebiet.
Neben seiner ichthyologischen Arbeit beschäftigt sich Allen mit Ornithologie, ist Bergsteiger und läuft Marathon.

## Dedikationsnamen
Zu Ehren Gerald Allens wurden gut zwei Dutzend Fischarten benannt, darunter 1982 die Rochenart Pavoraja alleni und 1997 der Regenbogenfisch Chilatherina alleni.

## Veröffentlichungen (Auswahl)
- Falter- und Kaiserfische, Band 2, Atlantik, Karibik, Rotes Meer und Indo-Pazifik, Hans A. Baensch. Vorwort Konrad Lorenz, Mergus Verlag, Melle 1979, ISBN 3-88244-002-3.
- Riffbarsche der Welt. Mergus Verlag, Melle 1991, ISBN 3-88244-007-4
- mit Daphne G. Fautin: Anemonenfische und ihre Wirte. Tetra-Verlag, Melle 1995, ISBN 3-89356-171-4
- Faszinierende Regenbogenfische. Brillant gefärbte Schwarmfische in Natur und Aquarium. Tetra-Verlag, Velten 1996, ISBN 3-89356-201-X
- Tropische Meeresfauna und -flora. Weimarer Taschenbuch Verlag, Weimar 1998, ISBN 962-593-310-7